# Amor Estranho Amor
Amor Estranho Amor é um filme brasileiro dos gêneros drama e erótico de 1982 escrito e dirigido por Walter Hugo Khouri. É estrelado por Vera Fischer, Tarcísio Meira, Xuxa Meneghel, Wálter Forster, Íris Bruzzi e Marcelo Ribeiro.
Pela sua atuação no filme, Fischer ganhou o Prêmio de Melhor Atriz durante o 15º Festival de Brasília e também o Prêmio Air France.

## Sinopse
Anna saiu muito jovem do interior de Santa Catarina para tentar a vida em São Paulo, mas acabou se tornando prostituta no bordel de Laura, começando a ganhar algum dinheiro ao se tornar amante do poderoso médico Osmar, a quem tenta convencer a se casar com ela.
Seus planos são atrapalhados quando Hugo, seu filho de doze anos, é enviado pela avó para morar com ela. Sem ter com quem deixar o filho, ela permite que Hugo frequente os bastidores do bordel, onde começa a descobrir a adolescência e a própria sexualidade, se apaixonando por Tamara, uma ambiciosa prostituta de dezesseis anos que seduz o jovem para afrontar Anna, sua rival na clientela.

## Elenco
- Vera Fischer como Anna Montenegro
- Tarcísio Meira como Dr. Osmar
- Xuxa Meneghel como Tamara
- Marcelo Ribeiro como Hugo Montenegro
- Mauro Mendonça como Dr. Benício
- Otávio Augusto como Dr. Itamar
- Íris Bruzzi como Laura
- Matilde Mastrangi como Olga
- Walter Forster como Hugo (adulto)

## Produção
Em 1979, Walter Hugo Khouri apresentou o projeto do filme à distribuidora Embrafilme.
Para o papel do jovem Hugo, o diretor escolheu o ator Marcelo Ribeiro, então com doze anos de idade, que havia aparecido em 1981 como coadjuvante no filme Eros, o Deus do Amor. Ribeiro disse que, diferentemente de seu primeiro filme Eros, quando colocavam fita adesiva em suas partes íntimas porque ele não conseguia se controlar, nas cenas de sexo de Amor Estranho Amor ele teve um "nu normal": "Aprendi a separar o que era trabalho do que era íntimo. Mas é claro que sempre tem uma piadinha, uma situação constrangedora... O set de filmagem é muito místico, você nunca sabe o que pode acontecer", declarou.

## Recepção
Kevin Thomas, um ex-crítico do jornal estadunidense Los Angeles Times, elogiou o filme afirmando que sua trama é semelhante aos filmes Le souffle au cœur e Pretty Baby, ambos do diretor francês Louis Malle, afirmando que Khouri compartilha o estilo discreto de Malle em contar uma história com conteúdo potencialmente explosivo, concluindo que "o resultado é uma experiência absorvente e reflexiva para adultos".
Na crítica do site Filmes do Chico consta que "pelo fato de ter ficado associado à Xuxa interpretando uma das garotas de programa, o filme ganhou uma fama que não corresponde ao material que oferece. Como todo o cinema de Khouri, Amor, Estranho Amor tem muitas cenas de sexo, muita nudez gratuita, mas, pondo os pingos nos is, trata-se de um bom filme".
Lançado em novembro de 1982, Amor Estranho Amor conseguiu atrair um pouco mais de 1,1 milhão de espectadores nos cinemas brasileiros.

## Controvérsias

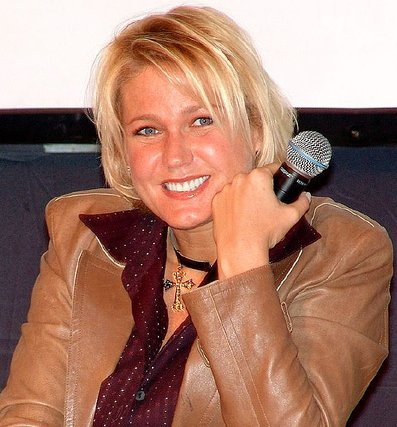
O filme causou polêmica devido à participação da apresentadora de programas infantis Xuxa em seu elenco

Amor Estranho Amor causou polêmica devido à participação de Xuxa Meneghel no elenco. Em uma entrevista, Xuxa explicou que tinha entre 17 e 19 anos quando o filme foi feito. Em outra entrevista, Xuxa comentou que o filme foi rodado em 1979. Na trama do filme, a personagem de Xuxa tem relações sexuais com um garoto de 12 anos, interpretado pelo ator Marcelo Ribeiro.
Após Xuxa entrar com uma ação na Justiça, em 1991, alegando que a comercialização do filme em home video não fazia parte do contrato dela com o estúdio, uma decisão do então juiz de primeiro grau Luiz Fux proibiu a comercialização de Amor Estranho Amor. Através de um acordo judicial, a apresentadora pagava US$ 60 mil (o equivalente a cerca de R$ 300 mil) por ano ao estúdio que produziu o longa, a Cinearte, para impedir que o filme estivesse em circulação. No entanto, cerca de 4 mil cópias do filme em VHS chegaram a ser vendidas antes dessa decisão. Sendo assim, muitas cópias piratas em mídias físicas e na internet continuaram circulando, aumentando o interesse entre pessoas que não conheciam a obra.
Apesar da proibição no Brasil, o filme foi lançado em DVD nos Estados Unidos em 2005 e pode ser adquirido por qualquer brasileiro em sites estrangeiros por importação. A produtora estadunidense não vendeu os direitos à Xuxa, que chegou a entrar com ação judicial nos Estados Unidos em 1993, mas perdeu. Em 2006, Marcelo Ribeiro foi encontrado com 39 anos e deu várias entrevistas, tendo também publicado um livro de como tudo aconteceu na época, incluindo conversas nos bastidores com a atriz.
Em 2007, aproveitando de sua popularidade momentânea, Marcelo atuou em um filme pornográfico. Ainda em 2007, o ator, então com 40 anos, deu uma entrevista onde comentou a polêmica do filme. Em 2014, Xuxa perdeu uma ação judicial que interpôs contra o Google para que o mesmo criasse um filtro de forma a eliminar resultados referentes ao filme em seu buscador. Xuxa entrou com recurso contra tal decisão, porém teve, em 2017, o recurso negado pelo ministro do Supremo Tribunal Federal, Celso de Mello.
Em outubro de 2018, o acordo de Xuxa com o estúdio que impedia a exibição ou comercialização do filme em outras mídias venceu e não foi renovado. No final de 2020, após oferta do produtor Aníbal Massaíni Neto, o filme teve os direitos de exibição vendidos ao canal de TV por assinatura Canal Brasil, que o exibiu pela primeira vez na televisão na madrugada de 12 de fevereiro de 2021. A emissora do Grupo Globo transmitia uma série de filmes do diretor, na Mostra Walter Hugo Khouri. Até então, o longa jamais foi exibido na televisão aberta ou fechada no Brasil.

## Premiações
Por sua atuação no filme, Vera Fischer ganhou dois prêmios de Melhor Atriz: um no Festival de Cinema de Brasília e o outro no Prêmio Air France de Cinema, em 1982. Xuxa também ganhou um prêmio de revelação mirim no Prêmio Air France de Cinema.